# Ladislau Vékás
Ladislau Vékás (n. 5 decembrie 1945, Arad, România) este un fizician român, membru titular al Academiei Române.